# Kapilární elektroforéza s hmotnostní spektrometrií

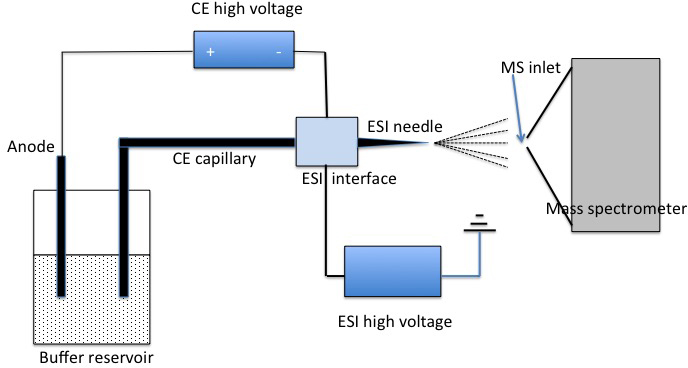
Schéma kapilární elektroforézy s hmotnostní spektrometrií

Kapilární elektroforéza s hmotnostní spektrometrií (CE-MS) je metoda v analytické chemii, při které se složky směsi oddělují pomocí kapilární elektroforézy a hmotnostním spektrometrem.
CE-MS spojuje výhody vyplývající z používání CE a MS a vyznačuje se vysokou účinností separace a velmi dobrým rozlišením molekulových hmotností získatelným během jediné analýzy.
Kromě dobrého rozlišení a vysoké citlivosti se tato metoda vyznačuje minimálním objemem vzorku potřebným k analýze (řádově v nanolitrech) a rychlým provedením. Ionty se obvykle tvoří elektrosprejovou ionizací, ovšem mohou být získány také pomocí matricí asistované laserové desorpce i jiné postupy.
CE-MS se využívá v proteomice, při kvantitativní analýze biomolekul a v klinické medicíně. Od objevu v roce 1987 byla kapilární elektroforéza s hmotnostní spektrometrií vyvinuta do podoby široce použitelné separační a identifikační metody. K vyřešení potíží s ní souvisejících je však potřeba najít vhodné rozhraní, druh ionizace a hmotnostního detektoru.

## Historie
První rozhraní mezi přístrojem pro kapilární elektroforézu a hmotnostním spektrometrem vyvinuli Richard D. Smith et al. v roce 1987.

## Aplikace vzorku
K aplikaci vzorku do CE-MS soustavy se používají dva způsoby, které jsou podobné jako u samotné kapilární elektroforézy: hydrodynamický a elektrokinetický.

### Hydrodynamická aplikace
Při hydrodynamické aplikaci se nejprve umístí kapilára do malé nádobky. Následně lze hydrodynamickou aplikaci provést několika způsoby: pozitivním tlakem, negativním tlakem, nebo umístěním vstupu vzorku nad úroveň jeho výstupu z kapiláry. Tímto způsobem lze aplikovat větší množství vzorku než u elektrokinetické aplikace a variační koeficient bývá obvykle pod 0,02. Objem a opakovatelnost vzorku jsou obvykle závislé na době jeho vstřikování, výškovém posunu vzorku a tlaku působícímu na vzorek.
Jednou z hlavních výhod hydrodynamické aplikace je také to, že není ovlivňována rozdílnou elektroforetickou pohyblivostí různých molekul. Za účelem zvýšení propustnosti CE-MS analýzy byla vyvinuta hydrodynamická multisegmentová aplikace vzorku, při které je na separační kapiláru před analýzou hydrodynamicky naneseno několik vzorků a každý z nich je umístěn mezi elektrolytové rozpěrky.

### Elektrokinetická aplikace
Elektrokinetická aplikace vzorku pro CE-MS spočívá ve vysokém napětí, které je přivedeno na vzorek a ten se přesouvá do CE kapiláry elektromigrací a elektroosmotickým tokem.
Při elektrokinetické aplikaci se citlivost, na rozdíl od hydrodynamické aplikace, zvyšuje s klesajícím napětím a prodlužujícím se časem nanášení, ovšem opakovatelnost a migrační časy jsou delší. Tuto metodu nelze použít u analytů s vysokou elektroforetickou pohyblivostí, která vede k lepšímu nanášení vzorků a elektrokinetická aplikace je tak citlivá na vlivy matrice a změny iontové síly ve vzorku.

## Druhy rozhraní
Kapilární elektroforéza využívá k oddělování iontů elektrické pole, které vytváří elektroosmotický tok. Analyty se přesunují z jednoho konce kapiláry na druhý na základě svého náboje, viskozity a velikosti molekul. Čím silnější je elektrické pole, tím větší je pohyblivost analytů.
Hmotnostní spektrometrie je analytická metoda, při níž se k identifikaci látek ve vzorku využívají rozdílné hodnoty poměru hmoty a náboje. Zdroj iontů mění molekuly přicházející z CE na ionty, které se pohybují v elektrickém a magnetickém poli. Oddělené ionty jsou poté měřeny pomocí detektoru.
Hlavními problémy při spojení kapilární elektroforézy a hmotnostní spektrometrie jsou nedostačující znalosti dějů probíhajících na rozhraní mezi CE a MS. Propojení lze dosáhnout pomocí několika ionizačních metod, jako jsou, ESI, MALDI, APCI a DESI. Nejčastěji se používá ESI.

### Elektrosprejová ionizace

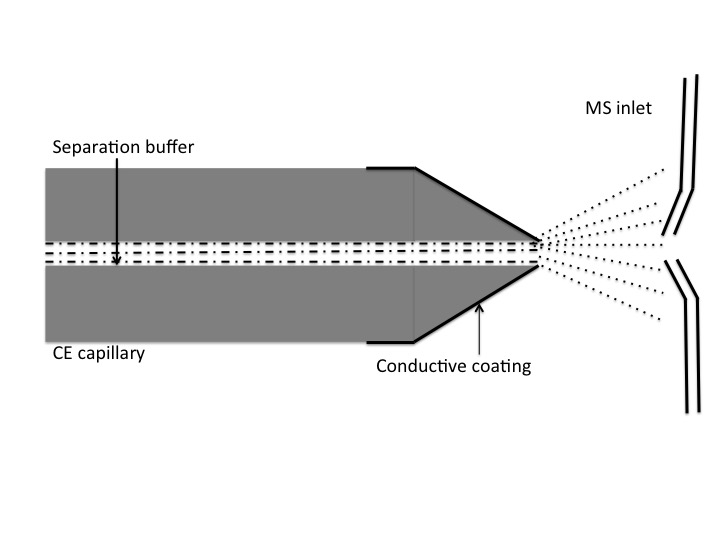
Elektrosprejové ionizační rozhraní

První používaný druh rozhraní u CE-MS obsahuje kapiláru z nerezové oceli, která obklopuje separační kapiláru a nahrazuje koncovou elektrodu obvykle používanou u CE.
Elektrický kontakt tvořený nerezovou kapilárou společně s elektrolytem se nachází na místě, kde uzavírá okruh a iniciuje vznik elektrospreje. Nevýhodou tohoto rozhraní je například nesoulad v intenzitách toků obou systémů k dosažení spojitého toku a lepšího elektrického kontaktu bylo vyvinuto několik vylepšení. Pro dobré fungování CE-MS rozhraní je také důležité správně zvolit pufr, který musí být vhodný jak pro kapilární elektroforézu, tak i pro ESI.

### Ostřelování rychlými atomy
CE lze propojit s ionizací ostřelováním rychlými atomy se spojitým tokem. U rozhraní musí být sladěny rychlosti toků mezi oběma systémy. Ionizace rychlými atomy vyžaduje poměrně vysoké rychlosti, zatímco u kapilární elektroforézy musí být za účelem dosažení lepší separace nízké.

### CE s MALDI-MS

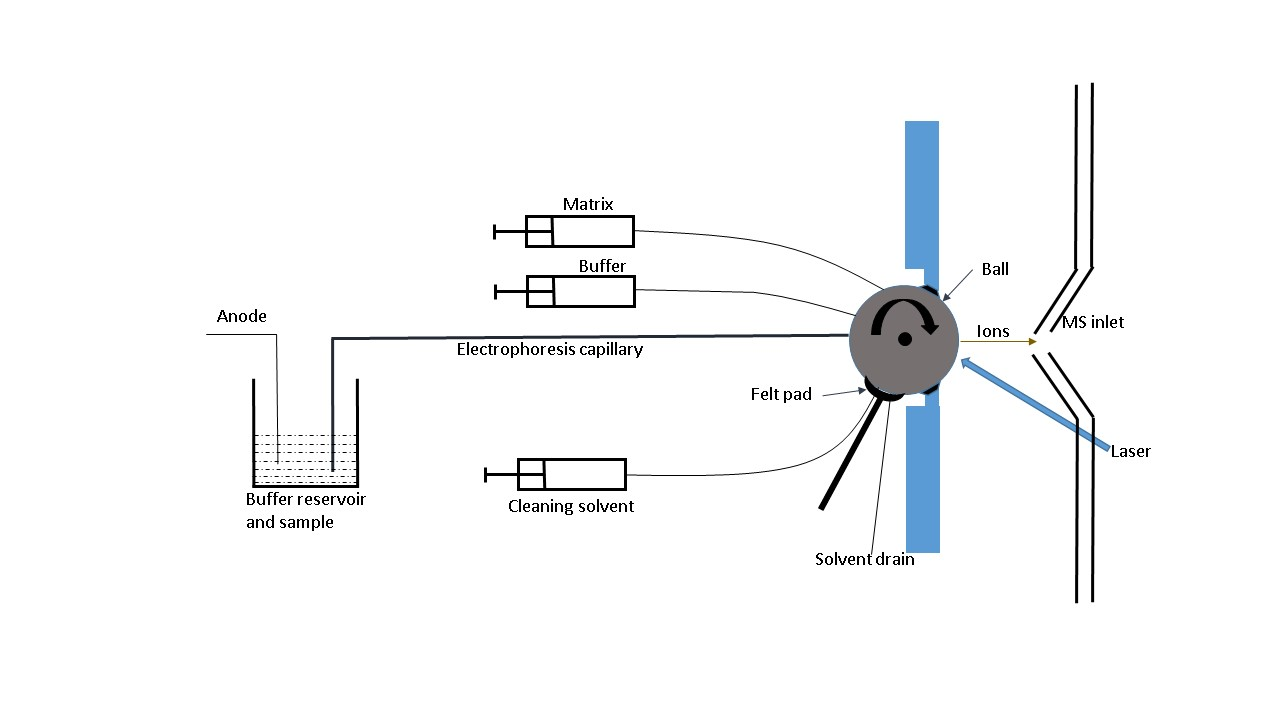
Zobrazení CE-MALDI-MS

Při spojení CE s MALDI může být eluent z CE rozprašován nebo po kapkách aplikován na MALDI destičku, následně vysušen a analyzován hmotnostním spektrometrem. Lze též použít pohyblivý terčík, který se neustále dotýká konce CE kapiláry. Terčík posbírá analyty pro MS, kde jsou desorbovány a ionizovány. Musyimi et al. vyvinuli jiný postup, kdy se k přenosu od CE k MS používá rotující koule. Vzorek z CE se smísí s matricí přicházející jinou kapilárou. Rotací koule se vzorek vysuší předtím, než se dostane do ionizační komory. Tato metoda má vysokou citlivost.

## Použití
Možnost oddělovat a analyzovat analyty přítomné ve velmi nízkých koncentracích s velkou přesností a v krátkém čase lze využít v různých vědních oborech. CE-MS se používá při analýzách biomolekul, léčiv a látek v životním prostředí a také ve forenzních vědách. Největší využití má CE-MS v biologickém výzkumu při analýze bílkovin a peptidů. Také se jedná o častou metodu analýzy léčiv. Existuje několik studií popisujících charakterizaci směsí peptidů a bílkovin. Kapilární elektroforéza s hmotnostní spektroskopií může být použita na analýzu tělních tekutin za účelem hledání biomarkerů.